# Aux quatre coins du monde
Aux quatre coins du monde est un roman d'Anne Wiazemsky publié en 2001. Il constitue le second volet de Une poignée de gens.

## Résumé
Ce roman raconte l’histoire de la famille Belgorodsky, habitant le palais de Baïtovo près de Yalta, et plus particulièrement la vie tourmentée des années 1917-1919 et l’exil.